# Кудинівка
Кудинівка — селище в Україні, у Звенигородському районі Черкаської області, у складі Вільшанської селищної громади. Населення — 7 чоловік (на 2001 рік)[джерело?].
Село офіційно вимерло у 2020 роках.[джерело?]

## Історія
- Село постраждало внаслідок геноциду українського народу, проведеного окупаційним урядом СРСР 1932-1933 та 1946-1947 роках[джерело?].